# 渡江勝利紀念館
渡江勝利紀念館（とこうしょうりきねんかん）は中華人民共和国江蘇省南京市鼓楼区に位置する記念館である。2009年に移転するまでは南京城北西部の挹江門の楼閣を利用していた。
挹江門は1921年に建築された当初は海陵門と称され、アーチも単独の構造であった。1929年、中華民国臨時大総統であった孫文の棺を陵墓である中山陵に運搬する際にアーチを3つに改造し名称も挹江門と改称された。
国共内戦が激化し遼瀋戦役、淮海戦役、平津戦役の三大戦役後の1949年4月21日、鄧小平、劉伯承、陳毅、粟裕、譚震林らが指揮する中国人民解放軍第2野戦軍（旧中原野戦軍）と第3野戦軍（旧華東野戦軍）の120万兵力が長江を渡河し長江防御線を突破、1949年4月23日に挹江門より南京入城を果たし南京をその支配下に置いた（渡江戦役）。
1984年4月23日の南京解放35周年に併せ挹江門の楼閣を面積1200平方メートル、展示面積436平方メートルの渡江勝利紀念館として開館。館内には国共内戦当時の迫撃砲が展示されており、他にも当時の命令書など国民党との内戦の資料が展示されていた。挹江門から中山北路を城外へ進むと1982年3月に江蘇省文物保護単位に指定された渡江勝利紀念碑がある。
渡江勝利紀念館は1993年に南京市青少年教育陣地に指定され南京における共産党史を学習する重要教育地点とされている。2005年4月19日に下関区政府、区旅游局、区文化局より渡江勝利紀念館の改築及び移転計画が発表され、2009年に規模を拡大して秦淮河が長江に注ぐ地点付近に移転した。

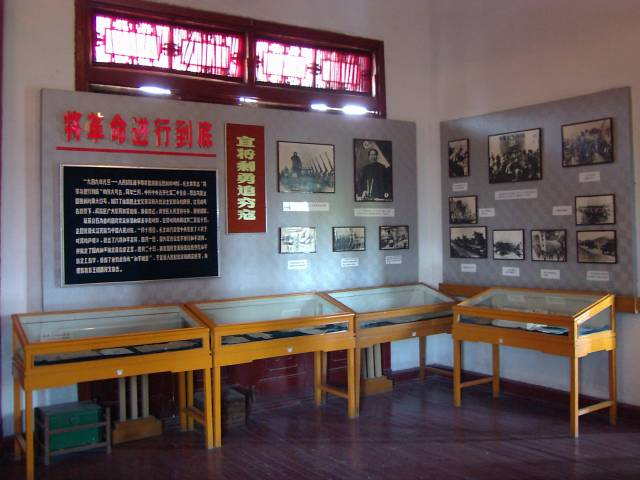
展示室（挹江門時代）
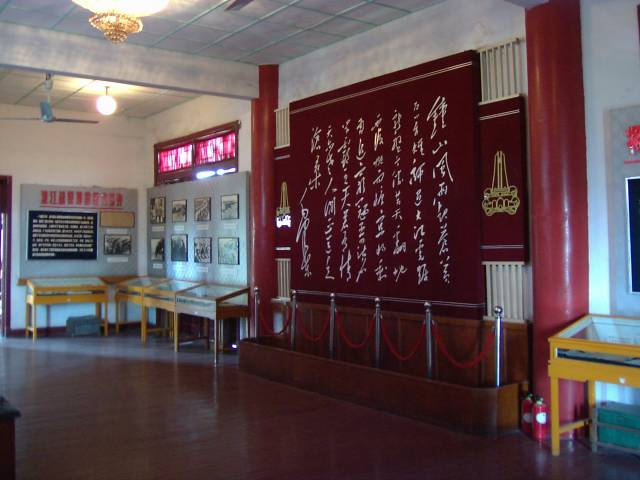
展示室（挹江門時代）
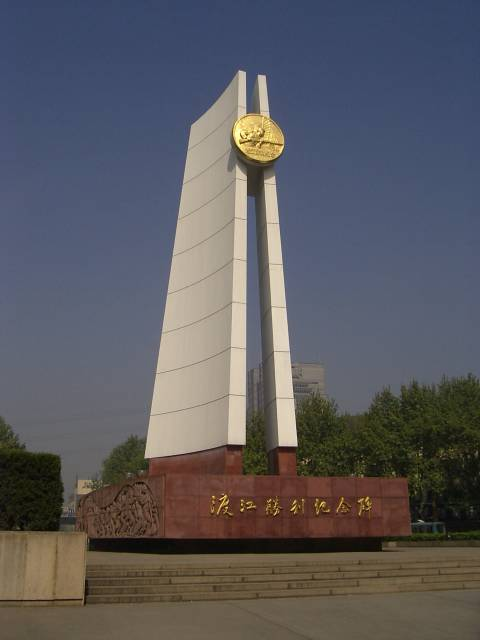
渡江勝利紀念碑

## 入館料
4元（2004年現在）
座標: 北緯32度04分33秒 東経118度43分35秒 / 北緯32.07594度 東経118.72643度